# Adamivka, Vinkivți
Adamivka (în ucraineană Адамівка) este o comună în raionul Vinkivți, regiunea Hmelnîțkîi, Ucraina, formată numai din satul de reședință.

## Demografie
Componența lingvistică a comunei Adamivka
     Ucraineană (99,57%)
     Alte limbi (0,43%)
Conform recensământului din 2001, majoritatea populației comunei Adamivka era vorbitoare de ucraineană (99,57%), existând în minoritate și vorbitori de alte limbi.